# 타트인

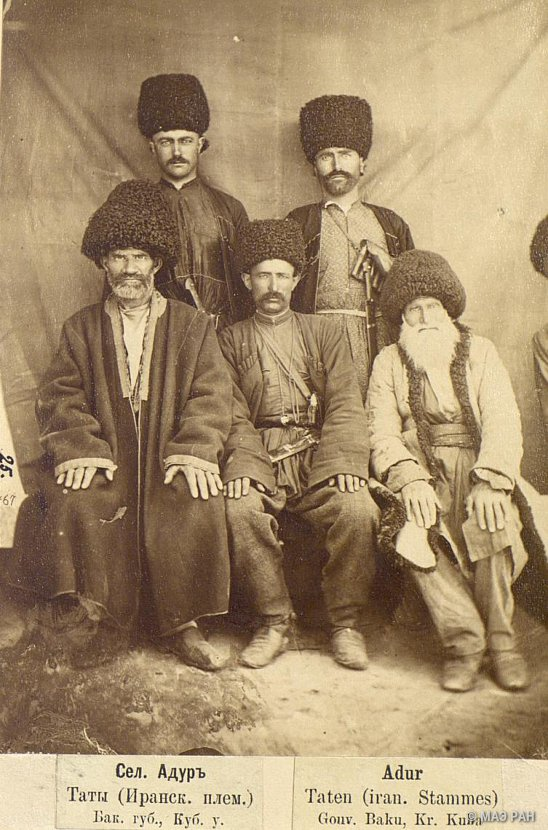
아제르바이잔의 타트인

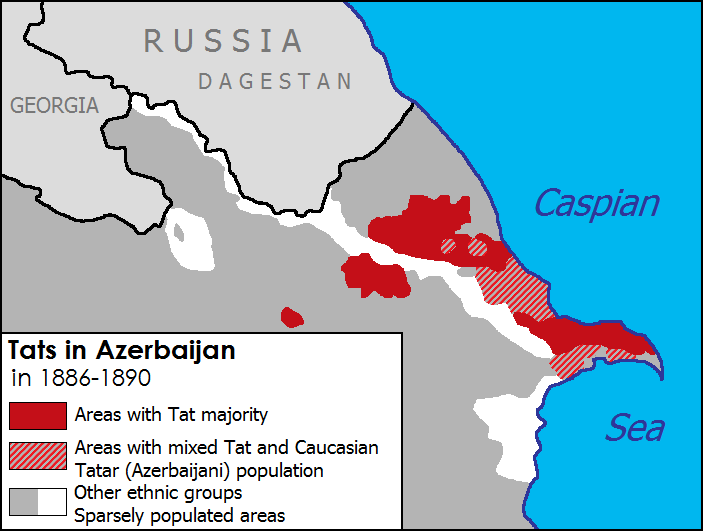
19세기 후반 아제르바이잔에서 타트인의 분포

타트족들은 아제르바이잔에 거주하는 이란계 민족이다. 대부분이 이란 국경에 거주하고, 일부는 바쿠에 거주한다. 러시아와 이란에도 약간의 타트족들이 거주한다.

## 타트족들의 종교
종교적으로는 유대계 타트족, 기독교계 타트족, 무슬림 타트족으로 나뉜다. 아제르바이잔의 타트족들은 무슬림 타트족이다.

## 언어
타트어를 쓴다. 타트어는 문자가 없어서 문자 언어를 말할 때는, 아제르바이잔어, 페르시아어, 러시아어 등의 언어로 말한다.

## 러시아의 타트족
러시아의 타트족들은 다게스탄 공화국의 데르벤트, 마하치칼라에 거주하고, 1만5,000명정도이다.

## 같이 보기
- 타트인 (이란)
- 타트어 문자
- 페르시아인